# Десятина (містечко)
Десяти́на (рос. Десятина) — містечко у складі Тотемського району Вологодської області, Росія. Входить до складу П'ятовського сільського поселення.

## Населення
Населення — 35 осіб (2010; 41 у 2002).
Національний склад (станом на 2002 рік):
- росіяни — 98 %